# Aloysia ovatifolia
Aloysia ovatifolia es una especie de planta con flor perteneciente a la familia Verbenaceae. Es originaria de Argentina donde se encuentra en Córdoba.

## Taxonomía
Aloysia ovatifolia fue descrita por Harold Norman Moldenke y publicada en Lilloa 5: 379, en 1940.

#### Etimología
Ver: Aloysia
ovatifolia: epíteto latino que significa "con hojas ovadas".